# Paranagnia villiersi
Paranagnia villiersi är en insektsart som beskrevs av Synave 1978. Paranagnia villiersi ingår i släktet Paranagnia och familjen Dictyopharidae. Inga underarter finns listade i Catalogue of Life.